# Țvitoha, Slavuta
Țvitoha (în ucraineană Цвітоха) este localitatea de reședință a comunei Țvitoha din raionul Slavuta, regiunea Hmelnîțkîi, Ucraina.

## Demografie
Componența lingvistică a localității Țvitoha
     Ucraineană (97,41%)
     Rusă (2,38%)
     Alte limbi (0,22%)
Conform recensământului din 2001, majoritatea populației localității Țvitoha era vorbitoare de ucraineană (97,41%), existând în minoritate și vorbitori de rusă (2,38%).